# Перхлорат никеля(II)
Перхлорат никеля(II) — неорганическое соединение,  
соль никеля и хлорной кислоты
с формулой Ni(ClO4)2,
растворяется в воде,
образует кристаллогидраты — зелёные кристаллы.

## Физические свойства
Перхлорат никеля(II) образует 
кристаллогидраты состава Ni(ClO4)2•n H2O, где n = 2, 5 и 6 — зелёные кристаллы.
Хорошо растворяется в воде, этаноле и ацетоне,
не растворяется в хлороформе.
Кристаллогидрат состава Ni(ClO4)2•6H2O образует кристаллы
гексагональной сингонии,
параметры ячейки a = 1,546 нм, c = 0,517 нм.
С аммиаком образует аддукты вида Ni(ClO4)2•6NH3 — кристаллы
кубической сингонии,
параметры ячейки a = 1,1433 нм.